# Jaskinia Zakosista
Jaskinia Zakosista – jaskinia w Wąwozie Kraków w Dolinie Kościeliskiej w Tatrach Zachodnich. Ma dwa otwory wejściowe na lewym orograficznie zboczu Wąwozu Kraków w jego środkowej części, w pobliżu Schronu nad Zakosistą, Schronu przy Zakosistej, Jaskini z Mostami, Schronu z Watrą, Jaskini Ciasnej i Dziury pod Smrekiem, na wysokości 1275 (otwór główny) i 1300 metrów n.p.m. (otwór górny). Długość jaskini wynosi 131 metrów, a jej deniwelacja 25,6 metra.

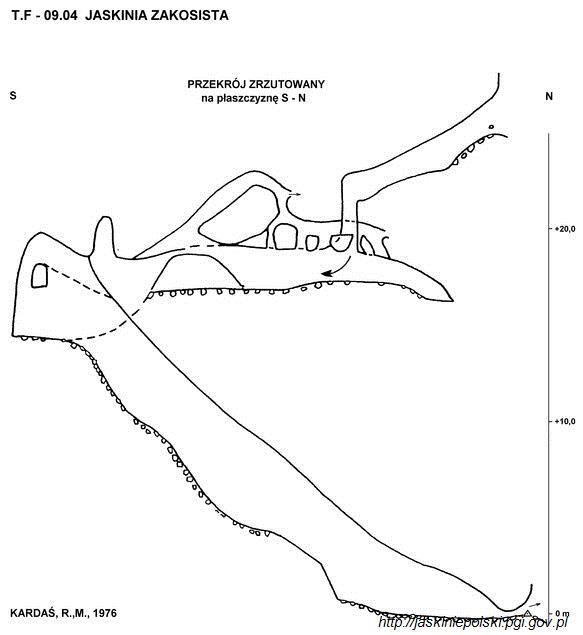
Przekrój jaskini

## Opis jaskini
Jaskinia ma korytarze na dwóch poziomach łączące się ze sobą przez 4,2-metrowy kominek. Do ciągu położonego niżej prowadzi otwór dolny. Jest to wysoki korytarz z którego w paru miejscach odchodzą w bok ciasne korytarzyki a w górę kominki. Kończy się on zawaliskiem. Ostatni kominek zaczynający się w jego stropie prowadzi do górnego ciągu jaskini. Składa się on z paru korytarzyków prowadzących do otworu górnego.

## Przyroda
W jaskini można spotkać w niewielkiej ilości nacieki grzybkowe i mleko wapienne. Roślinności brak. 

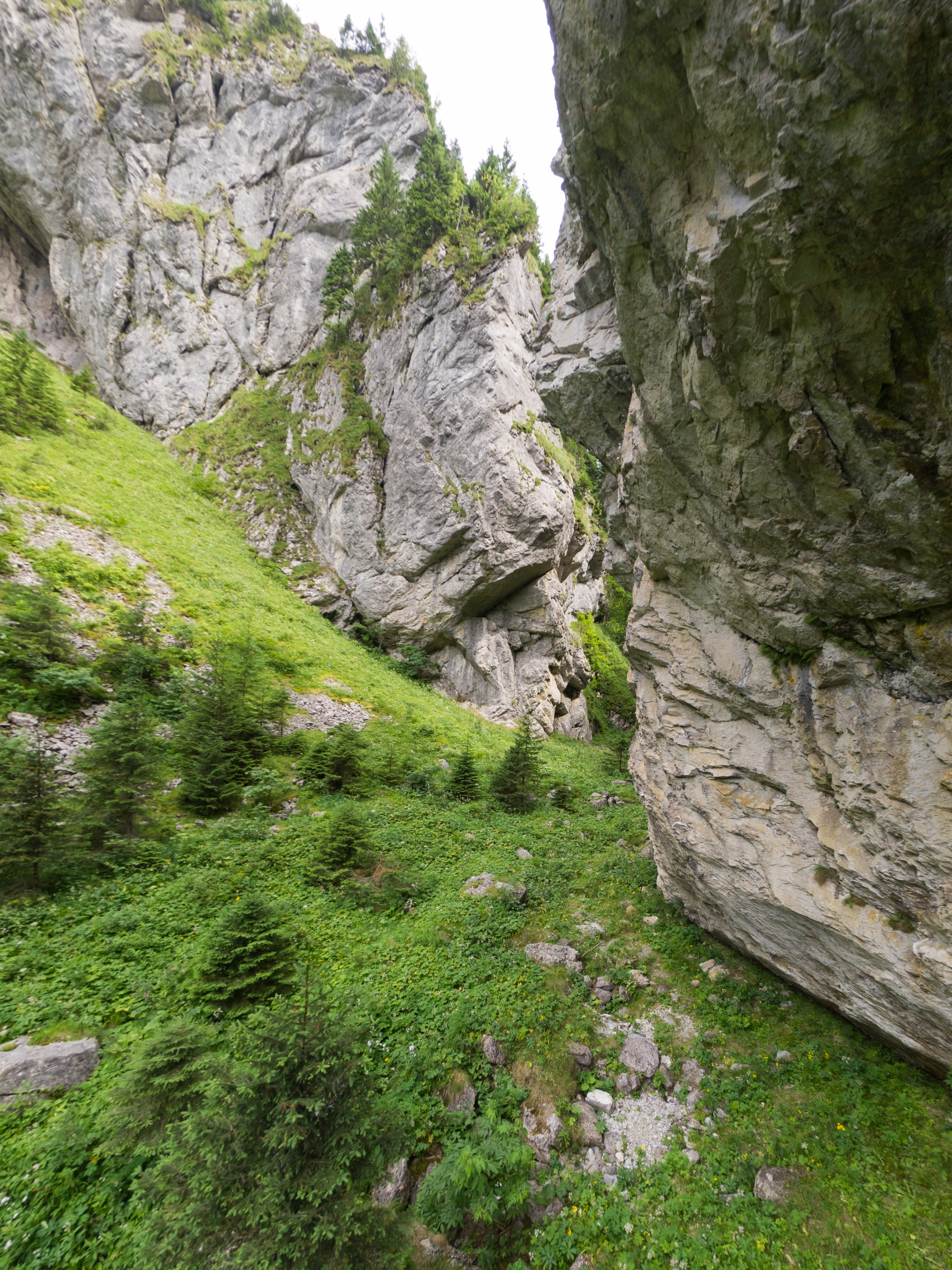
Rynek w wąwozie Kraków. Po lewej ściana Kościoła, po prawej ściana Baszty

Zamieszkują ją nietoperze.

## Historia odkryć
Jaskinię odkryli w 1953 roku grotołazi z Zakopanego. Pierwszy jej plan sporządził Stefan Zwoliński.